# 王斯杰
王斯杰（WANG Sijie，1989年12月31日—），浙江人，中国男子羽毛球运动员。

## 簡歷
2015年6月，王斯杰出戰加拿大羽毛球大獎賽，與黄凯祥合作拿得男子雙打亞軍；同年8月，二人又在越南羽毛球大獎賽拿得亞軍。

## 主要比賽成績
只列出曾進入準決賽的國際賽事成績：
| 年份   | 賽事                 | 公開賽級別 | 項目     | 搭檔     | 成績   |
| ------ | -------------------- | ---------- | -------- | -------- | ------ |
| 2015年 | 加拿大羽毛球大獎賽   | 大獎賽     | 男子雙打 | 黄凯祥   | 亞軍   |
| 2015年 | 越南羽毛球大獎賽     | 大獎賽     | 男子雙打 | 黄凯祥   | 亞軍   |
| 2016年 | 中國羽毛球國際挑戰賽 | 國際挑戰賽 | 男子雙打 | 朱俊豪   | 亞軍   |
| 2016年 | 中國羽毛球國際挑戰賽 | 國際挑戰賽 | 混合雙打 | 陈露     | 冠軍   |
| 2017年 | 越南羽毛球國際挑戰賽 | 國際挑戰賽 | 混合雙打 | 倪博文   | 準決賽 |
| 2017年 | 大阪羽毛球國際挑戰賽 | 國際挑戰賽 | 男子雙打 | 诸葛露凯 | 冠軍   |
| 2017年 | 大阪羽毛球國際挑戰賽 | 國際挑戰賽 | 混合雙打 | 倪博文   | 冠軍   |
| 2017年 | 樂魚羽毛球國際挑戰賽 | 國際挑戰賽 | 混合雙打 | 杜芃     | 冠軍   |

| 2007-2017年 | 首要超級賽 | 超級賽 | 黃金大獎賽 | 大獎賽 | 國際挑戰賽 | 國際系列賽 | 未來系列賽 | 其他 |

| 2018-2026年 | 總決賽 | 超級1000賽 | 超級750賽 | 超級500賽 | 超級300賽 | 超級100賽 | 國際挑戰賽 | 國際系列賽 | 未來系列賽 | 其他 |